# 聖費利佩 (巴拿馬區)

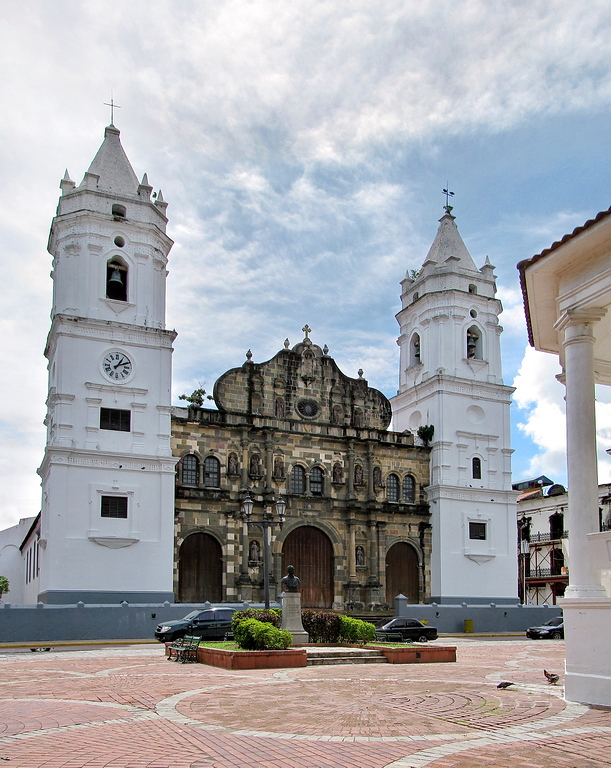
聖費利佩的教堂

聖費利佩（西班牙語：San Felipe），是巴拿馬的城鎮，位於該國中東部，由巴拿馬省的巴拿馬區負責管轄，面積0.5平方公里，2010年人口3,262，人口密度每平方公里6,254人。